# Мартин Сити (Монтана)
Мартин Сити (енгл. Martin City) насељено је место без административног статуса у америчкој савезној држави Монтана.

## Демографија
По попису из 2010. године број становника је 500, што је 169 (51,1%) становника више него 2000. године.
| Група             | 2000.       | 2010.       |
| Белци             | 292 (88,2%) | 479 (95,8%) |
| Афроамериканци    | 0 (0,0%)    | 0 (0,0%)    |
| Азијати           | 0 (0,0%)    | 0 (0,0%)    |
| Хиспаноамериканци | 2 (0,6%)    | 0 (0,0%)    |
| Укупно            | 331         | 500         |